# Rudolf Lundberg
Nils Rudolf Ingevald Lundberg, född den 22 december 1844 i Väversunda socken i Östergötlands län, död den 2 december 1902 i Stockholm, var en svensk fiskeritjänsteman.
Lundberg blev student vid Uppsala universitet 1866, filosofie kandidat 1873, filosofie doktor 1875, förste fiskeriassistent 1876, fiskeriintendent hos Kungliga Lantbruksakademien 1884 (från 1878 som tillförordnad), fiskeriinspektör och ledamot av Lantbruksstyrelsen 1889. Han blev ledamot av Lantbruksakademien 1892. Som fiskeritjänsteman ivrade Lundberg särskilt för en förbättrad statistik samt hävdade, att arbetet på fiskets utveckling skulle byggas på vetenskaplig grund. På Lundbergs initiativ upprättades 1890 Statens fiskodlingsanstalt vid Finspång och stiftades Svenska fiskareförbundet. Lundberg grundade 1892 Svensk fiskeritidskrift, vars utgivare han var fram till sin död. Bland Lundbergs arbeten inom iktyologi och karcinologi märks Om svenska insjöfiskarnas utbredning (1899), Det stora sillfisket i Skåne under medeltiden (1891), Meddelanden rörande Sveriges fiskerier (1883-86) samt en översikt över Sveriges fiske i katalogen till fiskeriutställningen i Bergen 1898.
Han var far till bibliotekarien Hildur Lundberg.